# Forbidden Door (2022)
AEW x NJPW: Forbidden Door (2022) est un Pay-per-view de catch (lutte professionnelle) produit conjointement par les promotions américaine, All Elite Wrestling (AEW) et japonaise New Japan Pro-Wrestling (NJPW). Il a eu lieu le 26 juin 2022 au United Center de Chicago (Illinois), et sera le premier événement co-promu AEW / NJPW.

## Production
Le 4 février 2021, les compagnies de catch américaine et japonaise, All Elite Wrestling et New Japan Pro-Wrestling, décident de créer une relation collaborative.
Le 18 avril 2022, des rumeurs circulent qu'un événement organisé conjointement par les deux compagnies soit en cours de préparation. Deux jours plus tard à AEW Dynamite, le président de l'AEW, Tony Khan, présente le président de la NJPW, Takami Ohbari, et allait faire une annonce importante qui concerne les deux structures, mais Adam Cole, le catcheur de la compagnie américaine, annonce officiellement un PPV collaboratif des deux compagnies, Forbidden Door.

## Contexte
Les spectacles de la All Elite Wrestling (AEW) et de la  New Japan Pro-Wrestling (NJPW) sont constitués de matchs aux résultats prédéterminés par les scénaristes de la AEW et de la NJPW. Ces rencontres sont justifiées par des storylines – une rivalité entre catcheurs, la plupart du temps – ou par des qualifications survenues dans les shows de la AEW et de la NJPW. Tous les catcheurs possèdent un gimmick, c'est-à-dire qu'ils incarnent un personnage gentil (Face) ou méchant (Heel), qui évolue au fil des rencontres. Un événement comme Forbidden Door est donc un événement tournant pour les différentes storylines en cours,.

## Tableau des matchs
| Ordre par numéros | Résultat | Stipulation(s)                                                                                               | Temps |
| --- | --- | --- | ----- |
| 1P | Bishamon (Hirooki Goto et Yoshi-Hashi) battent The Factory (Aaron Solo et QT Marshall)                                                                    | Tag Team match                                                                                               | 8:55  |
| 2P | Lance Archer bat Nick Comoroto | Match simple                                                                                                 | 6:10  |
| 3P | Swerve In Our Glory (Keith Lee et Swerve Strickland) battent Suzuki-gun (El Desperado et Yoshinobu Kanemaru)                                              | Tag Team match                                                                                               | 12:05 |
| 4P | Max Caster et Gunn Club (Billy Gunn, Austin Gunn et Colten Gunn) battent Yuya Uemura, Alex Coughlin, The DKC et Kevin Knight                              | 8-Man Tag Team match                                                                                         | 5:35  |
| 5 | The Sex Gods (Chris Jericho et Sammy Guevara) et Minoru Suzuki (avec Tay Conti) battent Eddie Kingston, Wheeler Yuta et Shota Umino                       | Trios match                                                                                                  | 19:00 |
| 6 | FTR (Cash Wheeler et Dax Harwood) (c) (ROH) battent United Empire (Great-O-Khan et Jeff Cobb) (c) (NJPW) et Roppongi Vice (Trent Beretta et Rocky Romero) | 3-Way Winner Takes All Tag Team match pour les ROH World Tag Team Championship et IWGP Tag Team Championship | 16:25 |
| 7 | PAC bat Miro, Malakai Black et Clark Connors | Fatal 4-Way match pour le pour déterminer le premier AEW All-Atlantic Champion                               | 15:05 |
| 8 | Dudes with Attitude (Darby Allin et Sting) et Shingo Takagi battent The Young Bucks (Matt et Nick Jackson) et El Phantasmo (avec Hikuleo)                 | Trios match                                                                                                  | 13:00 |
| 9 | Thunder Rosa (c) bat Toni Storm | Match simple pour le AEW Women's World Championship                                                          | 10:40 |
| 10 | Will Ospreay (c) bat Orange Cassidy | Match simple pour le IWGP United States Heavyweight Championship                                             | 16:45 |
| 11 | Claudio Castagnoli bat Zack Sabre, Jr. | Match simple                                                                                                 | 18:30 |
| 12 | Jay White (c) bat Kazuchika Okada, "Hangman" Adam Page et Adam Cole                                                                                       | Fatal 4-Way match pour le IWGP World Heavyweight Championship                                                | 21:00 |
| 13 | Jon Moxley bat Hiroshi Tanahashi | Match simple pour le AEW World Championship par intérim                                                      | 18:20 |
| La lettre C placée entre parenthèses désigne la personne ou l’équipe championne en titre. P – indique que le match a eu lieu lors du pré-show | | |       |